# Снежна линия
Снежна линия е тази линия, над която лед и сняг покриват Земята целогодишно. Понятието се използва и за съответно северната и южната граница на целогодишните ледове.
Сложната взаимовръзка между височина и дължина затрудняват точното определяне на мястото на снежната линия. В близост до екватора тя е на около 4500 m надморска височина. С приближаването към тропиците тази височина първоначално се увеличава: снежната линия на Хималаите достига височина от около 5700 m. Отвъд тропиците снежната линия прогресивно намалява височината си, като в близост до полюсите достига морското равнище. За нашите земи снежната линия е над 3000 m и затова у нас няма вечни снегове.
Освен това, влиянието на водните басейни би могло да бъде много голямо, в зависимост от размера им и разстоянието до тях. Планина в близост до морски бряг, особено западен, на някой континент би имала много по-ниска снежна линия, отколкото планина на същата географска ширина, но обградена от суша в голям периметър, защото средните годишни температури близо до океана са по-ниски, отколкото насред сушата.